# Amphithera choanogena
Amphithera choanogena är en fjärilsart som beskrevs av Diakonoff 1955. Amphithera choanogena ingår i släktet Amphithera och familjen bronsmalar. Inga underarter finns listade i Catalogue of Life.